# Sayaka Murata
Sayaka Murata (jap. 村田 沙耶香 Murata Sayaka; ur. 14 sierpnia 1979) – japońska pisarka, laureatka Nagrody im. Akutagawy.

## Życiorys
Murata od dziecka była entuzjastką mangi oraz powieści dla dziewcząt; sama zaczęła pisać w szkole podstawowej. Jej debiutanckie opowiadanie Junyū, które napisała w 2003 roku w trakcie studiów, zostało wyróżnione nagrodą Gunzō Prize for New Writers. Jej dziesiąta powieść Dziewczyna z konbini, wydana w 2016 roku, nawiązuje do własnych doświadczeń Muraty, która przez prawie 18 lat pracowała na niepełnym etacie w konbini (sklepie typu convenience store). Książka przyniosła autorce rozgłos: sprzedała się w ponad 600 000 egzemplarzy w Japonii, została przetłumaczona na 20 języków i znalazła się na liście najlepszych książek 2018 roku według tygodnika The New Yorker. W roku publikacji Dziewczyny z konbini Murata została wybrana kobietą roku przez japońską edycję magazynu Vogue.
Twórczość Muraty dotyka problematyki ważnej dla społeczeństwa japońskiego, takiej jak tradycyjne role społeczne kobiet i mężczyzn, seksualność czy aseksualność oraz samotność.

## Wybrane dzieła
- Mausu, 2008
- Gin iro no uta, 2009
- Hoshi ga suu mizu, 2010
- Hakobune, 2011
- Shiro-iro no machi no, sono hone no taion no, 2013[1]
- Dziewczyna z konbini, 2016 (Konbini ningen, przekład Dariusz Latoś, Wydawnictwo Uniwersytetu Jagiellońskiego, 2019)[5]

## Nagrody
Murata otrzymała pierwsze wyróżnienie Gunzō Prize for New Writers za debiutanckie opowiadanie w 2003 roku. W 2009 roku jej powieść Gin iro no uta otrzymała nagrodę Noma Prize for New Writers. W 2013 roku Murata została odznaczona Nagrodą Yukio Mishimy za Shiro-iro no machi no, sono hone no taion no, a rok później nagrodą Sense of Gender. W 2016 roku jej powieść Dziewczyna z konbini zdobyła Nagrodę im. Akutagawy.